# 남북공동연락사무소 폭파 사건
남북공동연락사무소 폭파 사건은 2020년 6월 16일 14시 49분 북한이 개성공단에 위치한 남북공동연락사무소 사무처를 폭탄으로 폭파한 사건이다.

## 전개
2020년 1월 30일, 코로나19 범유행으로 인해 개성에 체류하던 남측 인력 전원이 철수했다. 이후부터는 매일 오전 9시, 오후 5시마다 두 차례 정기적으로 통화했다.
6월 9일, 12시부터 남북 공동연락사무소를 통해 유지해 오던 남북 당국 사이의 통신연락선, 남북 군부 사이의 동서해통신연락선, 남북통신시험연락선, 노동당 중앙위원회 본부청사와 청와대 사이의 직통통신연락선을 북한이 일방적으로 완전 차단·폐기했다.
6월 13일, 북한 김여정 노동당 제1부부장이 대북전단 살포를 문제 삼으며 "멀지 않아 쓸모없는 북남(남북)공동연락사무소가 형체도 없이 무너지는 비참한 광경을 보게 될 것"이라며 건물 폭파를 암시했다.
6월 16일, 북한이 개성공단에 위치한 남북공동연락사무소를 폭탄으로 폭파하여 파괴했다.

## 반응

### 대한민국 정부
정부는 오늘 북측이 2018년「판문점 선언」에 의해 개설한 남북공동연락사무소 건물을 일방적으로 폭파한 것에 대해 강력한 유감을 표명함.
북측의 남북공동연락사무소 파괴는 남북관계의 발전과 한반도 평화 정착을 바라는 모든 이들의 기대를 저버린 행위임.
정부는 이로 인해 발생하는 모든 사태의 책임이 전적으로 북측에 있음을 분명히 함.
북측이 상황을 계속 악화시키는 조치를 취할 경우, 우리는 그에 강력히 대응할 것임을 엄중히 경고함.

통일부는 남북공동연락사무소 폭파 피해액을 102억으로 추산하였다.
김연철 통일부 장관은 2020년 6월 17일 "한반도의 평화와 번영을 바라는 많은 국민들의 요구와 기대에 부응하지 못해서 죄송스럽게 생각한다. 남북관계의 악화와 관련해 누군가는 책임을 져야 한다고 생각했다"라고 밝히며 사의를 표명했다. 이후 2020년 6월 19일 문재인 대통령이 김연철 통일부 장관의 사표를 수리했다.

## 같이 보기
- 남북통일
- 한반도 분쟁
- 대북전단과 대남전단